# تامارا جرنیگان
تامارا الیزابت "تامی" جرنیگان (به انگلیسی: Tamara Elizabeth "Tammy" Jernigan) متولد ۱۹۵۹ چاتانوگا در تنسی، پژوهشگر و فضانورد آمریکایی است.
وی دکترای خود را از دانشگاه رایس در رشته نجوم در سال ۱۹۸۸ تحصیل نمود.
خانم جرنیگان تا کنون در ماموریت‌های STS-40 و STS-52 و STS-67 و STS-80 و STS-96 شاتل فضایی شرکت کرده‌است.

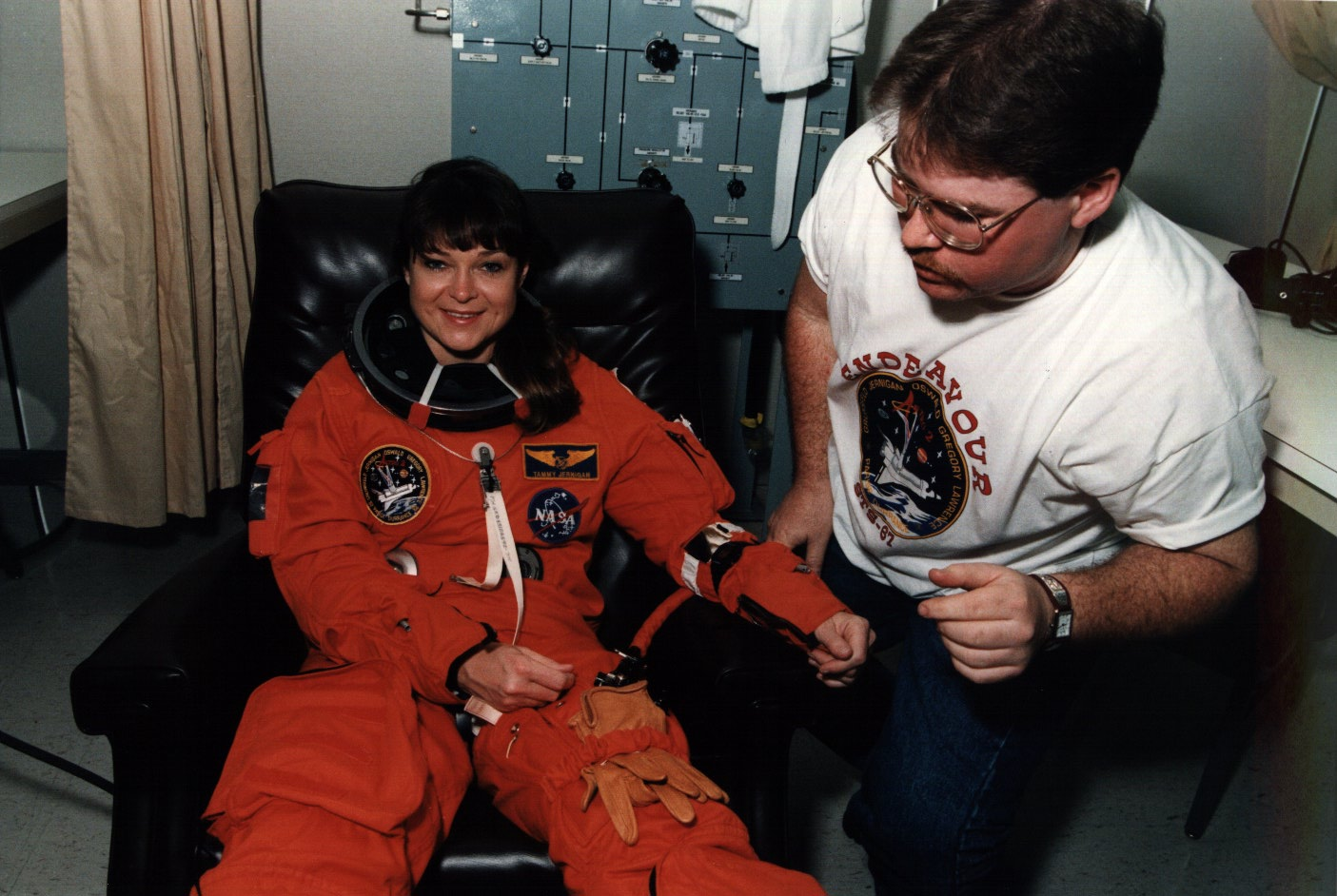